# دردسرساز (مجموعه تلویزیونی)
دردسرساز( به ترکی استانبولی:Arıza) یک سریال 30 قسمتی است که از شبکه شو تی‌وی ترکیه پخش شد.

## داستان
راننده تاکسی علیرضا و دکتر هالیده دو نفرند که از دنیاهای مختلف به یک عشق خطرناک قدم می‌گذارند. علیرضا به دلیل اتفاقاتی که پس از آشنایی او با هالیده برایش می‌افتد، تصمیم به مقابله با پادشاهان مافیا می‌گیرد و با وجود همه مشکلات، او و هالیده و عزیزانشان در این ماجراجویی دشوار با او هستند.

## بازیگران و شخصیت‌ها
- تولگا ساریتاش، علیرضا آتای : راننده تاکسی، انتقام گیر، عاشق هالیده، دست راست حشمت گورکان، عضو نفوذی در کنسرسیوم، شخصیتی انتقام جو و عاشق .
- آیچا آیشین توران، هالیده گورکان : دختر حشمت گورکان، عاشق علیرضا، معشوقه بوراک، خواهرزاده ملک، دکتر.
- احمد ممتاز تایلان، حشمت گورکان : پدر هالیده، عضو اصلی کنسرسیوم، شخصیتی در ظاهر آرام ولی پر از خشم.
- توکر بالغ، بوراک ارسویلو : دشمن اصلی علیرضا آلتای، علت انتقام و ورود علیرضا به کنسرسیوم، پسر کوچکتر فوات و برادر مورات، شخصیتی که به اطرافیان آسیب میزند و باعث به خطر افتادن تعادل میشود.
- لونت کن، فوات ارسویلو : پدر بوراک و مورات، مسئول اداره کردن کنسرسیوم، دشمن حشمت گورکان.
- مورات دلتابان، مظفر کورا : کمک کننده به ماموریت و انتقام علیرضا آلتای
- دیلارا آکسویک، فوسون ییلماز : عاشق مورات، وکیل سابق علیرضا و روکیه آلتای
- یشیم سالکیم، ملک تکینوغلو : خاله هالیده، همسر میتات، مادر دریا، به‌دنبال انتقام گرفتن خون خواهر و خواهرزاده هایش
- هازال بنیل، دریا تکینوغلو : دختر ملک و میتات، عاشق بوراک ارسویلو، دخترخاله هالیده، شخصیت کمک کننده به بوراک
- علیرضا کوبیلای، میتات تکینوغلو : شوهر ملک و پدر دریا، عضو اصلی کنسرسیوم، منفعت طلب و خواهان قدرت
- کاویت چتین گونر، مورات ارسویلو : برادر بزرگتر بوراک، فرزند فوات ارسویلو، عاشق فوسون، مخالف کنسرسیوم، دوست دار برادرش
- علی سکرینر خریدار، حسن کرباش : کاراحسن، دوست قدیمی حشمت گورکان، راننده تاکسی، هم محله ای و مشاور کمک کننده علیرضا آلتای
- یاگیز جان کونیالی، مرت آلتای : برادر کوچکتر علیرضا آلتای، کمک کننده به علیرضا
- یشیم گل، روکیه آلتای : مادر مرت و علیرضا آلتای

## بررسی اجمالی
| فصل | فصل | تاریخ پخش اصلی | تاریخ پخش اصلی | تاریخ پخش اصلی |
| فصل | فصل | تاریخ شروع     | تاریخ پایان    | کانال          |
| --- | --- | -------------- | -------------- | -------------- |
|     | ۱   | ۲۳ شهریور ۱۳۹۹ | 23 فروردین1400 | شو تی وی       |